# Збончак, Мартин
Мартин Збончак (чеш. Martin Zbončák; род. 21 июля 1975 года, Тршинец, Чехословакия) — чешский футболист, полузащитник.

## Карьера
Збончак начал карьеру в клубе из родного города Тршинца. Он завершил военную службу в 1995 году в ФК «Зноймо», после чего перешёл в ФК «Боби Брно», который позже был переименован в «Зброёвка». Там полузащитник оставался до 2001 года, сыграв за клуб 122 матча, в которых забил четыре гола.
В начале 2002 года Збончак присоединился к «Словану» из Либереца, с которым он выиграл чемпионат Чехии в мае 2002 года. Уже в следующем сезоне игрок пошёл на повышение — за 23 млн крон он перешёл в пражскую «Спарту». Первое время он играл в основном составе, но осенью 2003 года стал все чаще оставаться на скамейке запасных. Тогда Збончак решился уехать за рубеж и отправился в московское  «Динамо». Спустя полгода он вернулся в Чехию и присоединился к пражской «Славии».
После полутора лет выступлений за пражан Збончак перешёл в начале 2006 года в «Баник» Мост, где он стал одним из основных игроков команды.
В июле 2007 года Збончак вновь отправился за границу, перейдя в греческий клуб первого дивизиона «Ираклис» из города Салоники. После смены собственника в клубе в январе 2008 года его контракт был расторгнут. В начале марта он подписал контракт с чешским клубом второго дивизиона «Градец-Кралове», но уже через несколько месяцев он снова покинул клуб и присоединился на сезон 2008-09 к Богемианс 1905.
В феврале 2009 года Збончак перешёл на правах аренды в клуб второго дивизиона «Тршинец», в котором начинал свою карьеру. Проведя несколько недель без клуба, Збончак заключил в октябре 2009 года контракт с клубом третьего дивизиона ФК Добровице.

## Достижения
Слован ЛиберецЧемпион Чехии 2001/2002
 СпартаЧемпион Чехии 2002/2003